# Fabbricante di lacrime (film)
Fabbricante di lacrime è un film del 2024 diretto da Alessandro Genovesi, adattamento cinematografico dell'omonimo romanzo di Erin Doom.

## Trama
Nica, una bambina, rimane orfana quando i suoi genitori muoiono in un incidente d'auto. 
Viene portata all'opprimente orfanotrofio di Sunnycreek, dove fa amicizia con una ragazza di nome Adeline. Anni dopo, Nica viene adottata da Anna e Norman Milligan. La coppia adotta anche Rigel, un ragazzo lunatico che è l'orgoglio e la gioia della direttrice, Margaret. Nella loro nuova casa tuttavia, Rigel è ostile nei confronti di Nica. Diversi flashback rivelano che al Sunnycreek, tutti i bambini furono abusati fisicamente ed emotivamente da Margaret (escluso Rigel).
Durante il loro primo giorno di scuola, Nica fa amicizia con due ragazze Billie e Mily, Rigel litiga con un altro studente e scoppia una rissa. Gli studenti partecipano alla Giornata del Giardino, in cui si regalano rose in forma anonima. Nica riceve una rosa nera che sta a significare un amore tormentato e ossessivo, così pensa che gliel'abbia regalata Rigel, ma questo nega di avergliela data.
Un giorno, uno studente di nome Lionel chiede a Nica di uscire con lui e lei accetta, e Rigel in seguito fa a pugni con lui. Nica rimprovera Rigel per il suo comportamento e lui ha un attacco epilettico, così lei si prende cura di lui, quella notte condividono un momento romantico. 
Un flashback di Sunnycreek rivela che in un'occasione, quando Nica stava per essere punita da Margaret, Rigel si tagliò la mano accidentalmente per distrarla.
Arriva il compleanno, di Rigel, Nica decide di fargli un regalo ma accidentalmente si rompe, durante il pranzo Adeline visita la casa dei Milligan, da alcuni amici di Norman e Anna si scopre che avevano un figlio, Alan, ma che è morto in giovane età.
Adeline dice a Nica che vuole sporgere denuncia contro Margaret e ha bisogno della testimonianza di Nica, questa rifiuta, incapace di affrontare il proprio passato. Prima di andare via, Adeline ha una conversazione con Rigel dove questa rivela che è sempre stato lui a tenere la mano a Nica quando veniva punita da Margaret.
Quella notte, Nica e Rigel stanno per baciarsi quando Lionel bussa alla porta, lui sospetta che Nica e Rigel provino dei sentimenti l'uno per l'altra, e le dice che la gente non approverebbe la loro relazione. Rigel dice a Nica che è troppo distrutto per lei e che merita un fidanzato normale, così dice anche ad Anna che sta rifiutando la loro adozione e lascia la casa.
Durante il ballo della scuola, Lionel tenta di aggredire sessualmente Nica in una classe, ma Rigel interviene. A seguito Nica e Rigel si baciano e fanno sesso in classe, dopo aver lasciato il ballo, un furioso Lionel cerca di investirli con la sua auto su un ponte, ma scappano saltando nel fiume sottostante.
Nica si sveglia in ospedale, Il corpo di Rigel ha rotto la sua caduta ed è in coma, ulteriormente complicato dai neuromi cerebrali di cui soffre. Ora è sotto la custodia di Margaret, dopo aver rifiutato l'adozione dei Milligan, la donna incolpa Nica per il suo coma e dice che la terrà lontana da lui per sempre. 
Nica, ora ribelle, assieme agli altri ragazzi, accetta finalmente di testimoniare contro di lei.
Dopo il processo Nica dice a Rigel in ospedale che hanno vinto la causa e Margaret non sarà mai più in grado di fargli del male, il ragazzo finalmente si risveglia dal coma. 
Nel futuro, Nica e Rigel sono felicemente sposati e hanno una figlia.

## Produzione
Nel 2023 la Colorado Film ha acquistato i diritti del romanzo Fabbricante di Lacrime, bestseller pubblicato da Magazzini Salani nel 2021. Nel settembre dello stesso anno, è stato annunciato che Alessandro Genovesi avrebbe diretto il film e scritto la sceneggiatura insieme a Eleonora Fiorini; è stato inoltre confermato che Caterina Ferioli e Biondo avrebbero interpretato il ruolo dei due protagonisti. Il film pur essendo ambientato tra il Minnesota e la città di Chicago è interamente girato in Italia tra Pescara, nel comune di Ravenna presso Lido di Dante e la pineta di Classe e nel complesso del Buon Pastore per le scene nell'orfanotrofio.

## Promozione
Il primo teaser trailer è stato diffuso da Netflix il 20 febbraio 2024, mentre il trailer ufficiale viene pubblicato il 14 marzo 2024.

## Distribuzione
Il film è stato distribuito sulla piattaforma Netflix il 4 aprile 2024.
La pellicola è disponibile in oltre 190 paesi, inclusi Stati Uniti, Canada, Regno Unito, Francia, Germania, Spagna, Brasile, India, Giappone e molti altri. È fruibile in lingua originale italiana con sottotitoli in inglese, francese, tedesco, spagnolo, cinese, russo e ucraino, tra gli altri.

## Accoglienza

### Critica
Il film è stato accolto negativamente dalla critica cinematografica. L'aggregatore di recensioni Rotten Tomatoes ha una percentuale di gradimento del 17% sulla base di 6 recensioni, con un punteggio medio di 3.60 su 10.
Damiano Panattoni di Movieplayer.it assegna 2 stelle su 5, scrivendo che il film «sembra essere la diretta traduzione delle pagine del romanzo, senza la sacrosanta re-interpretazione» trovando la performance degli attori «altalenante». Paola Casella di MYmovies.it descrive il film come «un incrocio fra il set di un tv movie Disney e Le avventure di Tom Sawyer con una «trama stravista, le battute retoriche, le ambientazioni riciclate, [...]  e i personaggi più stereotipati che archetipali», affermando che l'interpretazione degli attori risulti «impersonale e poco drammaturgicamente sviluppate».
In una recensione negativa di Livia Paccarié per The Hollywood Reporter Roma scrive che nel film «tutto quello che dovrebbe essere romantico qui è banale e anzi celebra intimidazioni e violenze», paragonando la storia d'amore della protagonista peggiore di Eva Cudicini dei I Cesaroni. Lorenzo Ciofani del Cinematografo riporta che «nel lessico e nel fraseggio manca uno scarto tra pagina e cinema» rivelando «tutta la sua inadeguatezza», trovandolo «senza tensione romantica, una sfilata di cliché in cui i personaggi sembrano stilizzati fino alla macchietta».
Nonostante le critiche, sul sito "Sentieri Selvaggi" raggiunge una quotazione da parte dei lettori di 4.9.
Il 7 aprile i risultati raggiunti dal film ricevono i complimenti da parte del Sottosegretario alla Cultura Lucia Borgonzoni, l'8 aprile da parte del presidente della Fondazione Marche Cultura Andrea Agostini e dal responsabile di Marche Film Commission Francesco Gesualdi, mentre il 20 aprile da parte del vicepresidente in commissione Cultura Giorgia Latini.

### Primati
È stato il primo film italiano a raggiungere il vertice della classifica globale dei film più visti su Netflix.